# تشارلز إف. مارش
تشارلز إف. مارش (بالإنجليزية: Charles F. Marsh)‏ هو اقتصادي أمريكي، ولد في 1903، وتوفي في 1984.